# What the Dead Men Say
What the Dead Men Say è il nono album in studio del gruppo musicale statunitense Trivium, pubblicato il 24 aprile 2020 dalla Roadrunner Records.

| Recensione   | Giudizio |
| ------------ | -------- |
| AllMusic     |          |
| Kerrang!     |          |
| Louder Sound |          |

## Descrizione
Si tratta del secondo album del gruppo prodotto da Josh Wilbur e con il batterista Alex Bent. I brani IX, traccia strumentale e brano d'apertura del disco, e Scattering the Ashes sono stati utilizzati, in anteprima, per il trailer di Spawn di Mortal Kombat 11. Il disco presenta forti influenze da vari generi heavy metal, tra i quali thrash, melodic death metal, black metal e metalcore. In particolare, è stato descritto come un mix dei precedenti album del gruppo Ascendancy (per le sonorità metalcore), Shogun (per le sonorità thrash metal) e In Waves (per la potenza sonora). L'album è stato promosso con il "Metal Tour of the Year", inizialmente organizzato per l'estate 2020 con i Megadeth, i Lamb of God e gli In Flames; a causa dall'impossibilità di esibirsi dal vivo a causa dell'emergenza COVID-19, il tour è stato successivamente posticipato sino all'estate 2021, con la sostituzione degli In Flames con gli Hatebreed.

## Tracce
Testi e musiche dei Trivium.
1. IX – 1:58
2. What the Dead Men Say – 4:45
3. Catastrophist – 6:28
4. Amongst the Shadows & the Stones – 5:40
5. Bleed into Me – 3:48
6. The Defiant – 4:29
7. Sickness unto You – 6:14
8. Scattering the Ashes – 3:24
9. Bending the Arc to Fear – 4:45
10. The Ones We Leave Behind – 4:56

Tracce bonus nell'edizione giapponese
1. Bleed into Me (Acoustic) – 3:45
2. Scattering the Ashes (Acoustic) – 3:04

## Formazione
- Matthew Kiichi Heafy – voce, chitarra
- Corey Beaulieu – chitarra, voce secondaria
- Paolo Gregoletto – basso, voce secondaria
- Alex Bent – batteria, percussioni

## Classifiche
| Classifica (2020) | Posizione massima |
| ----------------- | ----------------- |
| Australia         | 5                 |
| Austria           | 4                 |
| Belgio (Fiandre)  | 12                |
| Belgio (Vallonia) | 113               |
| Canada            | 43                |
| Finlandia         | 10                |
| Francia           | 165               |
| Germania          | 4                 |
| Giappone          | 66                |
| Grecia            | 48                |
| Irlanda           | 5                 |
| Paesi Bassi       | 46                |
| Polonia           | 16                |
| Portogallo        | 8                 |
| Regno Unito       | 12                |
| Repubblica Ceca   | 64                |
| Slovacchia        | 42                |
| Stati Uniti       | 35                |
| Svizzera          | 10                |
| Ungheria          | 9                 |